# Fußballländerspiel England – Deutschland 1935
Das Fußballländerspiel England – Deutschland fand am 4. Dezember 1935 zwischen den Nationalmannschaften beider Länder in London statt.
Die Begegnung war das erste offizielle Länderspiel der deutschen Nationalmannschaft gegen die englische A-Nationalmannschaft in England und gilt als das 200. Länderspiel der Engländer. Das Spiel fand an der White Hart Lane im Londoner Stadtteil Tottenham vor 75.000 Zuschauern statt. Es endete 3:0 für die Engländer. Zwei Tore erzielte George Camsell vom FC Middlesbrough, ein Tor Cliff Bastin vom FC Arsenal. Schiedsrichter war der Schwede Otto Olsson.

## Das Spiel
| Paarung        | England – Deutschland |
| Ergebnis       | 3:0 (1:0) |
| Datum          | 4. Dezember 1935 |
| Stadion        | White Hart Lane, London |
| Zuschauer      | 75.000 |
| Schiedsrichter | Otto Olsson ( Schweden) |
| Tore           | 1:0 George Camsell (35.), 2:0 George Camsell (65.), 3:0 Cliff Bastin (68.) |
| England        | Harry Hibbs, George Male, Eddie Hapgood, Jack Crayston, Jack Barker, Jackie Bray, Stanley Matthews, Raich Carter, George Camsell, Raymond Westwood, Cliff Bastin Cheftrainer: Englisches Auswahlkomitee |
| Deutschland    | Hans Jakob, Sigmund Haringer, Reinhold Münzenberg, Paul Janes, Ludwig Goldbrunner, Rudolf Gramlich, Ernst Lehner, Fritz Szepan, Karl Hohmann, Josef Rasselnberg, Josef Fath Cheftrainer: Otto Nerz      |

## Politische Dimension
Das Fußballspiel gilt als „der Höhepunkt einer auf die englische Öffentlichkeit zielenden kulturpolitischen Offensive des Deutschen Reiches, die unmittelbar nach dem Abschluss des deutsch-britischen Flottenabkommens vom Juni 1935 einsetzte.“ Von Teilen der britischen Presse war die Absage des Spiels verlangt worden. Daraufhin hatte man auch in Deutschland die Absage des Spiels erwogen. Im Vorfeld der Olympischen Sommerspiele 1936 wollte man schließlich jedoch einem Boykottaufruf der Spiele keinen zusätzlichen Nährboden bieten. Beim Rückspiel 1938 grüßte das englische Team mit dem Hitlergruß.
Das nationalsozialistische Deutschland hatte durch günstige Angebote 10.000 Anhängern die Möglichkeit gegeben, das Spiel in London zu sehen. Wegen der hohen Anzahl hatte der Innenminister John Simon auf Druck der britischen Gewerkschaften an eine Absage des Spieles gedacht, weil ein Marsch von Nazis durch London am Tage des Spiels befürchtet wurde. Aber der deutsche Botschafter Leopold von Hoesch konnte die britische Regierung überzeugen, dass das Fußballspiel kein politisches Statement sein soll, sondern dass das Spiel als rein sportliches Ereignis angesehen werden sollte.